# МАЗ-516
МАЗ-516 — советский трёхосный крупнотоннажный грузовой автомобиль, созданный с использованием агрегатов и деталей МАЗ-500.

## Описание
Отличительной особенностью машины являлась «вывешиваемая» третья ось, которая могла опускаться и подниматься в зависимости от нагрузки. Колёсная формула 6х2. Это позволяло повысить грузоподъёмность автомобиля, не превышая допустимых нагрузок на дорожное полотно, а при следовании без груза с поднятой осью — повысить манёвренность и снизить расход топлива. МАЗ-516 стал первым советским грузовиком с подобной системой.
Первая партия автомобилей была выпущена в 1969 году. Конструкция МАЗ-516 во многом основана на МАЗ-500. После перехода завода на выпуск модернизированного МАЗ-500А (1970 год) аналогичным образом был усовершенствован и трёхосный автомобиль, получивший новый индекс МАЗ-516А. Его выпуск начался в 1973 году и продолжался до 1981 года.
Существовала модель МАЗ-514Б, вышедшая в 1974 году с двигателем ЯМЗ-238Е (265 л.с.) и имеющая классическую компоновку с колёсной формулой 6×4.
На её базе в свою очередь был создан седельный тягач МАЗ-515. 
Обе модели дальнейшего развития не получили.

## Технические характеристики
Годы выпуска: 1969...1981 гг.
Габаритные размеры:
- длина: 8520 мм
- ширина: 2500 мм
- высота: 2650 мм
- Число мест: 3
- Грузоподъёмность: до 16500 кг
- Масса в снаряжённом состоянии 8800 кг
- Полный вес 23525 кг
- База 4578 мм
- Минимальный дорожный просвет 270 мм
- Максимальная скорость 95 км/ч
- Расход топлива 30 л/100 км
- Двигатель ЯМЗ-238, Мощность 240 л. с.
- Сцепление двухдисковое, сухое с пневматическим усилителем выключения
- Коробка передач пятиступенчатая
- Главная передача центральная, одинарная и планетарные редукторы в ступицах колёс
- Рулевой механизм двухступенчатый: винт-гайка на циркулирующих шариках и рейка-зубчатый сектор; с гидроусилителем
- Размер шин 11,20-20

## Интересные факты
- Эта модель МАЗа была гоночной машиной главного героя в исполнении Николая Олялина в фильме «Мировой парень»[4].
- Фирма «Наш автопром» выпустила несколько вариантов моделей МАЗ-514, МАЗ-515 и МАЗ-516 разных модификаций и лет выпуска, включая автомобиль из фильма «Мировой парень».